# Berendries (Lembeek)
Berendries is een natuurgebied dat is gelegen ten zuiden van de Vlaams-Brabantse stad Halle en wel ten oosten van Lembeek.
Het enkele tientallen ha grote gebied wordt beheerd door Natuurpunt. Het bestaat uit hooilanden, akkertjes, weiden en bospercelen. In het gebied lopen twee beken: de uit het Maasdalbos komende Maasdalbeek en de uit de Warande in Essenbeek komende Vijverbeek. Deze vloeien in dit gebied ineen.

## Flora en fauna
Tot de flora behoren dotterbloem en bosorchis. Naast de ree vindt men hier de sperwer, boomvalk, torenvalk, steenuil, buizerd en kleine bonte specht.